# Alexandrina Pruská (1842–1906)
Alexandrina Pruská (Frederika Vilemína Luisa Alžběta Alexandrina; 1. února 1842, Berlín – 26. března 1906, Schloss Marley) se narodila do rodu Hohenzollernů jako dcera pruského prince Albrechta a jeho manželky Marianny Oranžské.

## Rodina a dětství
Alexandrina ("Addy") se narodila jako nejmladší potomek pruského prince Albrechta a jeho manželky Marianny Oranžské. Byla pojmenovaná po své tetě (a pozdější tchyni) velkovévodkyni meklenbursko-schwerinské. Měla dva starší sourozence, sestru Šarlotu (dědičná princezna sasko-meiningenská) a bratra Albrechta. Její rodiče se 28. března 1849 rozvedli. Otec se v roce 1853 znovu oženil s jednou z dvorních dam, Rosalií von Rauch, která byla povýšena na hraběnku z Hohenau. Pár měl dva syny. Alexandrinina matka se také znovu morganaticky provdala za bývalého kočího, s nímž měla syna Johana van Rossum.
Kvůli nepokojnému manželství rodičů byla Alexandrina osvojena svým bezdětným strýcem, králem Fridrichem Vilémem IV., a jeho manželkou, královnou Alžbětou Ludovikou Bavorskou. Ti ji vychovali a starali se o ni jako o vlastní.

## Manželství

### Manželské vyhlídky
Jako mladá žena byla Alexandrina možnou nevěstou pro Alberta Edwarda, prince z Walesu (budoucího britského krále Eduarda VII.), ale jeho sestrou, pruskou korunní princeznou Viktorií, nebyla považována ani za "chytrou ani krásnou". Princ se namísto toho oženil s Alexandrou Dánskou. Navzdory svému vyjádření měla princezna Viktorie pro Alexandrinu slabost, psala své matce, že je "skvělá a zde velmi obdivovaná dívka". Sňatek s Alexandrinou také obnášel finanční výhody; už od své matky měla milion dolarů. Proto se princezna Viktorie pokusila ji provdat za jiného britského příbuzného, prince Jiřího, vévodu z Cambridge. Tento sňatek se však neuskutečnil.

### Svatba
9. prosince 1865 se Alexandrina provdala za o mnoho let staršího bratrance Viléma Meklenbursko-Schwerinského (1827–1879), mladšího syna vévody Pavla Fridricha a Alexandrininy tety a jmenovkyně Alexandry Pruské. Manželství, které mělo zajistit budoucí finanční jistotu páru, rozhodně nebylo z lásky; Alexandrina během celého svatebního obřadu plakala. Korunní princezna Viktorie popsala svatbu své matce:
"Svatba byla slavena s největší okázalostí, ale měla něco z vážnosti pohřbu – žádné svatební veselí. Jediná věc, která na mě dělala dobrý pocit, byla sama drahá Addy, která, přestože po celou dobu obřadu plakala, měla tak důstojné a dojemné vzezření, jaké jsem u ní nikdy neviděla. Zvládla vše naprosto perfektně – ačkoli jsem ji neviděla ani jednou se usmát. Nevypadala ani trochu jako nevěsta, ale musím říct, že velmi elegantně a distingovaně... Ženich vypadal po celou dobu tak zle jak jen bylo možné. Marně jsem v něj hledala stopu po něžném citu".

Mimoto měl Vilém pověst opilce a zhýralce, takže bylo překvapivé, že hluboce zbožná a nedávno ovdovělá královna Alžběta dala k tomuto sňatku souhlas. Vilém byl vzhledem ke dvěma událostem zbaven svého velení v pruské armádě a krátce před svatbou požádal o ruku slavnou balerínu Marii Taglioniovou; proto byl obecně považován za "černou ovci" rodiny. Bez ohledu na to udělila královna svolení k sňatku a obdarovala Alexandrinu přepychovým oblečením a šperky. Další strýc, císař Vilém, jí daroval okázalý diamantový náhrdelník, zatímco matka Marianna náhrdelník ze sibiřských ametystů a smaragdový diadém.

### Manželství a pozdější život
Vilémův starší bratr Bedřich František už měl mnoho potomků ze tří manželství, a tak nebyla šance, aby se potomci Alexandriny a Viléma stali vládci velkovévodství. Během jejich manželství žil pár v Bellevue Palace v Berlíně. Manželství bylo nešťastné a Alexandrina se několikrát pokusila uniknout, jen aby byla donucena k návratu tlakem své tety a tchyně Alexandriny. Vilém se snažil zajistit si bezvýznamné velení v pruské armádě během prusko-francouzské války. Během války byl při explozi ošklivě zraněn, ale přežil. Zemřel 28. července 1879. Pár měl jednu dceru:
- Šarlota Meklenbursko-Zvěřínská (7. listopadu 1868 – 20. prosince 1944), manželka prince Jindřicha XVIII. Reuss-Köstritz.

Po manželově smrti zasvětila Alexandrina svůj život péči o dceru a na veřejnosti se objevovala jen málo. Alexandrina zemřela 26. března 1906 na zámku Marley u Postupimi v Braniborsku.

## Vývod z předků
|                    |                                       |  |                    |                                                            |  |  |  |  |  |  |  | August Vilém Pruský |
|                    |                                       |  |                    |                                                            |  |  |  |  |  |  |  |                     |
|                    | Fridrich Vilém II.                    |  |                    |                                                            |  |  |  |  |  |  |  |                     |
|                    |                                       |  |                    |                                                            |  |  |  |  |  |  |  |                     |
|                    |                                       |  |                    | Luisa Amálie Brunšvicko-Wolfenbüttelská                    |  |  |  |  |  |  |  |                     |
|                    |                                       |  |                    |                                                            |  |  |  |  |  |  |  |                     |
|                    | Fridrich Vilém III.                   |  |                    |                                                            |  |  |  |  |  |  |  |                     |
|                    |                                       |  |                    |                                                            |  |  |  |  |  |  |  |                     |
|                    |                                       |  |                    | Ludvík IX. Hesensko-Darmstadtský                           |  |  |  |  |  |  |  |                     |
|                    |                                       |  |                    |                                                            |  |  |  |  |  |  |  |                     |
|                    | Frederika Luisa Hesensko-Darmstadtská |  |                    |                                                            |  |  |  |  |  |  |  |                     |
|                    |                                       |  |                    |                                                            |  |  |  |  |  |  |  |                     |
|                    |                                       |  |                    | Karolína Falcko-Zweibrückenská                             |  |  |  |  |  |  |  |                     |
|                    |                                       |  |                    |                                                            |  |  |  |  |  |  |  |                     |
|                    | Albrecht Pruský                       |  |                    |                                                            |  |  |  |  |  |  |  |                     |
|                    |                                       |  |                    |                                                            |  |  |  |  |  |  |  |                     |
|                    |                                       |  |                    | Karel Ludvík Fridrich Meklenbursko-Střelický               |  |  |  |  |  |  |  |                     |
|                    |                                       |  |                    |                                                            |  |  |  |  |  |  |  |                     |
|                    | Karel II. Meklenbursko-Střelický      |  |                    |                                                            |  |  |  |  |  |  |  |                     |
|                    |                                       |  |                    |                                                            |  |  |  |  |  |  |  |                     |
|                    |                                       |  |                    | Alžběta Sasko-Hildburghausenská                            |  |  |  |  |  |  |  |                     |
|                    |                                       |  |                    |                                                            |  |  |  |  |  |  |  |                     |
|                    | Luisa Meklenbursko-Střelická          |  |                    |                                                            |  |  |  |  |  |  |  |                     |
|                    |                                       |  |                    |                                                            |  |  |  |  |  |  |  |                     |
|                    |                                       |  |                    | Jiří Vilém Hesensko-Darmstadtský                           |  |  |  |  |  |  |  |                     |
|                    |                                       |  |                    |                                                            |  |  |  |  |  |  |  |                     |
|                    | Frederika Hesensko-Darmstadtská       |  |                    |                                                            |  |  |  |  |  |  |  |                     |
|                    |                                       |  |                    |                                                            |  |  |  |  |  |  |  |                     |
|                    |                                       |  |                    | Marie Luisa Albertina Leiningensko-Falkenbursko-Dagsburská |  |  |  |  |  |  |  |                     |
|                    |                                       |  |                    |                                                            |  |  |  |  |  |  |  |                     |
| Alexandrina Pruská |                                       |  |                    |                                                            |  |  |  |  |  |  |  |                     |
|                    |                                       |  |                    |                                                            |  |  |  |  |  |  |  |                     |
|                    |                                       |  | Vilém IV. Oranžský |                                                            |  |  |  |  |  |  |  |                     |
|                    |                                       |  |                    |                                                            |  |  |  |  |  |  |  |                     |
|                    | Vilém V. Oranžský                     |  |                    |                                                            |  |  |  |  |  |  |  |                     |
|                    |                                       |  |                    |                                                            |  |  |  |  |  |  |  |                     |
|                    |                                       |  |                    | Anna Hannoverská                                           |  |  |  |  |  |  |  |                     |
|                    |                                       |  |                    |                                                            |  |  |  |  |  |  |  |                     |
|                    | Vilém I. Nizozemský                   |  |                    |                                                            |  |  |  |  |  |  |  |                     |
|                    |                                       |  |                    |                                                            |  |  |  |  |  |  |  |                     |
|                    |                                       |  |                    | August Vilém Pruský                                        |  |  |  |  |  |  |  |                     |
|                    |                                       |  |                    |                                                            |  |  |  |  |  |  |  |                     |
|                    | Vilemína Pruská                       |  |                    |                                                            |  |  |  |  |  |  |  |                     |
|                    |                                       |  |                    |                                                            |  |  |  |  |  |  |  |                     |
|                    |                                       |  |                    | Luisa Amálie Brunšvicko-Wolfenbüttelská                    |  |  |  |  |  |  |  |                     |
|                    |                                       |  |                    |                                                            |  |  |  |  |  |  |  |                     |
|                    | Marianna Oranžská                     |  |                    |                                                            |  |  |  |  |  |  |  |                     |
|                    |                                       |  |                    |                                                            |  |  |  |  |  |  |  |                     |
|                    |                                       |  |                    | August Vilém Pruský                                        |  |  |  |  |  |  |  |                     |
|                    |                                       |  |                    |                                                            |  |  |  |  |  |  |  |                     |
|                    | Fridrich Vilém II.                    |  |                    |                                                            |  |  |  |  |  |  |  |                     |
|                    |                                       |  |                    |                                                            |  |  |  |  |  |  |  |                     |
|                    |                                       |  |                    | Luisa Amálie Brunšvicko-Wolfenbüttelská                    |  |  |  |  |  |  |  |                     |
|                    |                                       |  |                    |                                                            |  |  |  |  |  |  |  |                     |
|                    | Vilemína Pruská                       |  |                    |                                                            |  |  |  |  |  |  |  |                     |
|                    |                                       |  |                    |                                                            |  |  |  |  |  |  |  |                     |
|                    |                                       |  |                    | Ludvík IX. Hesensko-Darmstadtský                           |  |  |  |  |  |  |  |                     |
|                    |                                       |  |                    |                                                            |  |  |  |  |  |  |  |                     |
|                    | Frederika Luisa Hesensko-Darmstadtská |  |                    |                                                            |  |  |  |  |  |  |  |                     |
|                    |                                       |  |                    |                                                            |  |  |  |  |  |  |  |                     |
|                    |                                       |  |                    | Karolína Falcko-Zweibrückenská                             |  |  |  |  |  |  |  |                     |
|                    |                                       |  |                    |                                                            |  |  |  |  |  |  |  |                     |